# ルーカス・ファン・ウーデン
ルーカス・ファン・ウーデン (Lucas van Uden, 1595年10月18日 - 1672年11月4日)は、風景画で知られるフランドルの画家。

## 生涯と画業
ルーカス・ファン・ウーデンはアントワープに生まれ、イングランド女王に仕えた画家であった父親の元で修業したと思われる。だが伝記の記述によれば、ファン・ウーデンは父の下での修行よりも、ガスパール・デュゲ、ニコラ・プッサン、クロード・ロランら偉大な風景画家たちと同様に、戸外における素描と自然観察から多くを学んだと伝えられる。1626年から1627年の間にアントワープの聖ルカ組合に登録している。ファン・ウーデンの作品を同時代フランドルの巨匠ルーベンスは高く評価し、自分の作品の背景部分を描かせたとされている。ファン・ウーデンは自らニードルを揮ってエッチングも制作した。この画家の手になる版画としては小画面の風景連作が知られている。この画家の最期の地は知られておらず、逝去したとき妻子もなかった。
弟子にはヤン・バプティスト・ボンネクロイ（Jan Baptist Bonnecroy）やフィリップス・アウフスティン・イメンラート、ヒリス・ネイツ（Gillis Neyts）らがいる。

## 様式上の特徴
十八世紀のフランスの美術愛好家はファン・ウーデンの様式について、「樹木を描く際に用いたタッチは新鮮かつ軽妙」で、枝葉の間を「そよぐ風の動きをも感じさせる」とし、また「空は明るく、雲により変化がもたら」され、点景人物も「正確に描かれて愛らしい」と評した。
彼がルーベンスの工房で働いたことがあるのかどうか分かっていないが、作品にはルーベンスの影響が見られる。実際、ファン・ウーデンはルーベンス作品の構成を数多く模倣している。しかし、テクニックとしてはヨース・デ・モンペルやヤン・ブリューゲル (父)の影響を受けている。作品の中の人物像はルーベンス作品からの模写か、ダフィット・テニールス (子)によるものが多い。同じ風景画家のヤン・ウィルデンスの共同制作も多い。

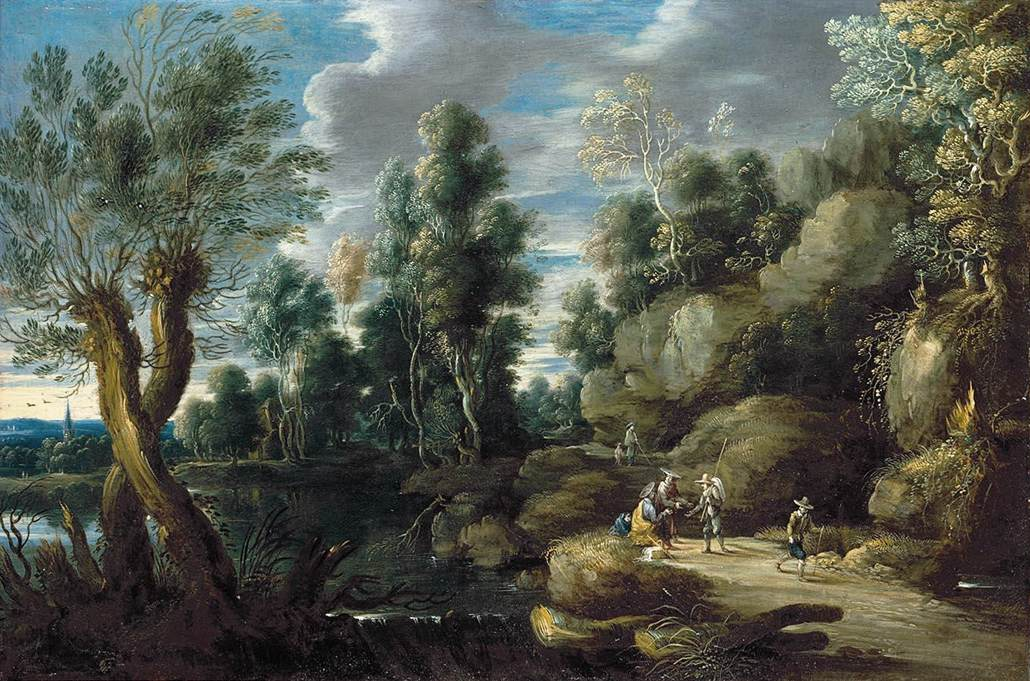
ルーカス・ファン・ウーデン画『河のある風景』銅板に油彩、27ｘ40cm、17世紀前半、個人蔵。

### 作品研究：『河のある風景』
（左図） 

#### 多様なモチーフの導入
この風景画は比較的小さな画面に描かれている。それにもかかわらずこの作品には、動きのある雲が浮かぶ空の下に、うねるように曲がりくねる樹木の幹と、それと対照的な河川の静かな水面に加え、右側の崖の岩肌に見られる蔦植物や地面の草、さまざまな方向に細かく分岐する枝、そこに見られる小さなタッチで描き分けられた葉、道の上にさしかかる倒木と残った根本、そして簡潔に描かれた点景人物と遠景の塔と空の鳥など、多様なモチーフが所狭しと描かれている。これにより画面は多様な形態と種類の描写対象に満たされ、鑑賞者の目を作品のそこかしこに引き付ける工夫がなされている。

#### 色彩遠近法の使用
この風景画作品では描かれたモチーフの色彩に関して、画面手前から奥に向かうにしたがって主要な色調が三段階に変化する。まず前景の木々や岩山、地面の彩色は茶を主調色とし、中景の生い茂る葉叢はもっぱら緑で色づけられ、なだらかな稜線を示す遠景の山については青が支配的である。これは画面内の空間を表現するために、ヨース・デ・モンペルら風景画家たちが前世紀から用いてきた、伝統的な色彩遠近法が継承・使用された結果である。

## 註
1. ↑  A. J. Dézallier D'Argenville, Abrégé de la vie des plus fameux peintres, t. III. Paris, 1762, p. 338.
2. ↑  D'Argenville, op. cit., p. 338.

## ギャラリー
- 『アルプスの風景』オーク板に油彩、個人蔵
- 『川のある風景』キャンヴァスに油彩、個人蔵
- 『狩人のいる風景』キャンヴァスに油彩、86x141cm、エルミタージュ美術館

## 参照
- Hans Devisscher, "Uden, Lucas van," Grove Art Online. w:Oxford University Press, [9 November 2007].
- Hans Vlieghe (1998). Flemish art and architecture, 1585-1700. Pelican history of art. New Haven: Yale University Press. ISBN 0-300-07038-1